# 武夷四照花
武夷四照花（学名：Cornus angustata var. wuyishanensis）为山茱萸科山茱萸属尖叶四照花的变种。分布在中国大陆的广东、福建、江西等地，生长于海拔300米至1,000米的地区，多生长在路旁以及沟边，目前尚未由人工引种栽培。